# José Elías Ávalos
José Luis Elías Ávalos (Ica, 8 de diciembre de 1954) es un abogado y político peruano. Es congresista de la república por Ica para el periodo 2021-2026 y anteriormente ejerció dicho cargo durante 2 periodos no consecutivos.

## Biografía
Nació en la ciudad de Ica, el 8 de diciembre de 1954. Es hijo de Luis Abraham Elías Ghezzi y de Hilda Graciela Ávalos Valdez. Es también hermano del excongresista iqueño Miguel Elías Ávalos. 
Realizó sus estudios primarios y secundarios en el Colegio Nuestra Señora de Guadalupe de la ciudad de Lima. Entre 1976 y 1983, Elías estudió la carrera de Derecho en la Universidad Nacional Federico Villarreal, de Lima y también realizó estudios de Maestría en Derecho Civil y Comercial.
Desde el año 2002 fue directivo de la Universidad Privada San Juan Bautista. Asimismo, es señalado como propietario de grandes extensiones de terreno en el departamento de Ica, adquiridos durante su gestión como congresista.

## Trayectoria política
Su primera participación política fue en las elecciones parlamentarias del año 1995 como candidato al Congreso de la República por la coalición Cambio 90 - Nueva Mayoría, sin embargo, no resultó elegido.

### Congresista de la República
En las elecciones parlamentarias del año 2000, Elías se integró a la Agrupación Independiente Avancemos de Federico Salas-Guevara y postuló nuevamente al Congreso de la República, donde finalmente logró ser elegido con 16,943 votos y fue juramentado para el periodo parlamentario 2000-2005. Sin embargo, José Elías sorpresivamente renunció a Avancemos y se pasó a las filas de la alianza Perú 2000 formando parte del grupo de congresistas tránsfugas del fujimorismo reclutados por Vladimiro Montesinos.
En noviembre del mismo año, tras la publicación de los Vladivideos, la renuncia de Alberto Fujimori vía fax y el gobierno de transición encabezado por Valentín Paniagua, el Congreso aprobó la reducción del mandato presidencial y parlamentario, por lo que su mandato culminó en julio del año 2001. José Elías terminó dejando la bancada de Perú 2000 ante el escándalo de corrupción para luego unirse a la bancada de Vamos Vecino liderada por Absalón Vásquez. Luego de culminar su gestión como congresista, Elías intentó sin éxito ser reelegido como congresista en las elecciones del año 2001 por Solución Popular, coalición política liderada por el exministro Carlos Boloña y conformada por exmiembros del fujimorismo.
En las elecciones parlamentarias del año 2011, José Elías volvió al ámbito político al afiliarse a Fuerza 2011, partido político fundado y liderado por Keiko Fujimori. Elías postuló nuevamente al Congreso de la República por la circunscripción de Ica y fue nuevamente elegido como congresista de la república, con 44,210 votos, para el periodo parlamentario 2011-2016.
Durante su segunda gestión como congresista, participó en la formulación de 146 proyectos de ley, de los que 30 fueron aprobados como leyes. Ejerció como presidente de la Comisión de Salud y vicepresidente de la Comisión de Educación.
Tras culminar su gestión como congresista, José Elías se alejó del partido Fuerza Popular en el año 2017 y al año siguiente en 2018, fue invitado por el partido Avanza País para postular a la presidencia del Gobierno Regional de Ica en las elecciones regionales. Elías compitió contra el candidato Javier Gallegos Barrientos del Movimiento Regional Obras por la Modernidad, quien luego este resultó elegido como gobernador y Elías quedó en segundo lugar con el 17.01 % de votos.
En septiembre del año 2020, José Elías se afilió al partido Podemos Perú de José Luna Gálvez y postuló por quinta vez al Congreso de la República en las elecciones parlamentarias del año 2021, logrando nuevamente su elección como congresista y juramentado para el periodo parlamentario 2021-2026.
Durante su gestión, forma parte de las Comisiones de Constitución y Reglamento y Justicia y Derechos Humanos. Presidió la Comisión encargada de elegir al nuevo miembro del Tribunal Constitucional en reemplazo de Augusto Ferrero Costa. Sin embargo, Elías terminó renunciando a la presidencia tras el rechazo de excluir a 3 candidatos para magistrados.
En el año 2022, José Elías postuló sin éxito a la presidencia del Congreso de la República. Luego en el año 2023, José Elías renunció al partido Podemos Perú y al año siguiente renunció formalmente a la bancada para luego afiliarse al partido Alianza para el Progreso de César Acuña.

## Controversias

### Caso “Transfuguismo”
Debido a su pase al fujimorismo en el año 2000, José Elías fue luego investigado por el Congreso de la República de haberse reunido con Vladimiro Montesinos, exasesor presidencial de Alberto Fujimori, para negociar su integración a la bancada de Perú 2000. Según las declaraciones de Montesinos, Elías fue traído al Servicio de Inteligencia Nacional (SIN) por la entonces alcaldesa del distrito de Chaclacayo, Delia Vergara, y éste aceptó abiertamente pasarse a las filas del oficialismo a cambio del financiamiento de los gatos de su campaña congresal, siendo un total de $40.000.
Elías fue denunciado por el Poder Judicial y luego en el año 2008, sorpresivamente quedó absuelto de las investigaciones ante una presunta falta de pruebas.

### Caso “Orellana”
En el año 2015, se descubrió un vínculo de José Elías con la red criminal liderada por Rodolfo Orellana debido a que un miembro de la organización criminal era socio de la Universidad Privada San Juan Bautista, donde Elías es propietario, y por un anuncio de su universidad en la publicación "Vox Populi", sitio web vinculado a la red del encarcelado abogado. Tras esto, Elías fue citado e investigado en la Comisión de Ética junto a su hijo Rodrigo Elías Roca, quien también estaba vinculado por su participación como apoderado de Air Perú Express, en la que la red de Orellana inyectó US$ 450.000 en el año 2012.